# Oxnard, California
Oxnard, là một thành phố ở quận Ventura, tây nam tiểu bang California, Hoa Kỳ. Thành phố này nằm bên bờ Thái Bình Dương, gần sông Santa Clara. Thành phố này là một trung tâm công nghiệp nhẹ, thương mại và bán lẻ. Nông nghiệp là một hoạt động kinh tế chính của thành phố này. Oxnard có diện tích 66 sq km (25 dặm vuông), với độ cao trung bình 16 m (52 ft). Dân số ước tính năm 2003 của Oxnard là 180.872 người. Theo điều tra dân số năm 2000, người da trắng chiếm 42,1%, người châu Á 7,4%, người da đen chiếm 3,8% và thổ dân châu Mỹ 0,4%, còn lại là dân lai. Người Latin thuộc bất cứ dân tộc nào, chiếm 66,2% dân số. Thành phố này có một trường cao đẳng cộng đồng.